# آسترلیتز
آسترلیتز (به هلندی: Austerlitz) یک منطقهٔ مسکونی در هلند است که در زایست واقع شده‌است. آسترلیتز ۱٬۵۲۵ نفر جمعیت دارد.